# 切尔纳沃德核电站
切尔纳沃德核电站（羅馬尼亞語：Centrala Nucleară de la Cernavodă）是罗马尼亚切尔纳沃德的一座核电站，生产该国20%的电力。该核电站采用加拿大重水铀反应堆的技术，德罗贝塔-塞维林堡生产的重水，开工于1978年，由加拿大公司负责建造，原计划建造5个核反应堆，第一、二个核反应堆已经建造完毕投入运营。2013年，罗马尼亚曾与中国广核集团计划建造第三、四个核反应堆，2020年罗马尼亚已经宣布放弃此计划。